# Le Grand Beaumart British Cemetery
Le cimetière « Le Grand Beaumart British Cemetery » est un cimetière de la Première Guerre mondiale situé à Steenwerck (Nord).

## Victimes
| Pays        | Victimes |
| ----------- | -------- |
| Royaume-Uni | 552      |
| Canada      | 1        |
| Total       | 553      |